# Strongylognathus alpinus
Strongylognathus alpinus (лат.) — вид муравьёв-рабовладельцев рода Strongylognathus из подсемейства Myrmicinae (Formicidae). Включён в Международную Красную книгу МСОП. Эндемики Европы: Италия, Франция и Швейцария. Встречается на высотах от 1500 до 2000 м (в Альпах от 1700 до 2000 м). Тело коричневое. Затылочный край слегка вогнутый. Стебелёк между грудкой и брюшком состоит из двух члеников: петиолюса и постпетиолюса (последний четко отделен от брюшка). Узелок петиоля немного блестящий, на постпетиоле развиты поперечные бороздки. Жало развито, куколки голые (без кокона). Паразитирует на муравьях рода Tetramorium. Во Франции и Швейцарии в качестве хозяина указан вид Tetramorium impurum. Вид был впервые описан в 1909 году американским мирмекологом Уильямом Уилером в статусе подвида под первоначальным названием Strongylognathus huberi subsp. alpinus Wheeler, 1909. Рейдовая поведение зафиксировано в ночное время.
Видовое название связано с первым местом обнаружения типовой серии в Альпах Швейцарии.